# Tussenobba
Der Tussenobba (norwegisch für Koboldknauf) ist ein 2665 m hoher Berg im ostantarktischen Königin-Maud-Land. Im Mühlig-Hofmann-Gebirge ragt er 10 km nordöstlich der Halsknappane auf. 
Norwegische Kartographen, die ihn auch benannten, kartierten ihn anhand von Vermessungen und Luftaufnahmen der Dritten Norwegischen Antarktisexpedition (1956–1960).